# Długoszyj
Długoszyj (Tayloria Hook.) – rodzaj mchów należący do rodziny podsadnikowatych (Splachnaceae Grev. & Arn.).

## Systematyka
„The Plant List” wymienia w rodzaju Tayloria 109 nazw w randze gatunku, z których 59 stanowi zaakceptowane nazwy gatunków, a 47 to synonimy.
Wykaz gatunków:
| - Tayloria acuminata Hornsch. - Tayloria alpicola Broth. - Tayloria altorum Herzog - Tayloria arenaria (Müll. Hal.) Broth. - Tayloria borneensis Dixon - Tayloria braithwaitiana Tixier - Tayloria callophylla (Müll. Hal.) Mitt. - Tayloria cameruniae (Müll. Hal. ex Dusén) Broth. - Tayloria chiapensis H.A. Crum - Tayloria cochabambae Müll. Hal. - Tayloria cuspidata Hartm. - Tayloria dubyi Broth. - Tayloria erythrodonta (Taylor) Spruce - Tayloria froelichiana (Hedw.) Mitt. ex Broth. - Tayloria grandis (D.G. Long) Goffinet & A.J. Shaw - Tayloria gunnii (Wilson) J. H. Willis - Tayloria hornschuchii (Grev. & Arn.) Broth. - Tayloria immersa (Goffinet) Goffinet, A.J. Shaw & C. J. Cox - Tayloria indica Mitt. - Tayloria isleana (Besch.) Broth. - Tayloria jacquemontii (Bruch & Schimp.) Mitt. - Tayloria jamesonii (Taylor) Müll. Hal. - Tayloria kilimandscharica Broth. - Tayloria laciniata Spruce - Tayloria lingulata (Dicks.) Lindb. - Tayloria longiseta E.B. Bartram - Tayloria magellanica (Brid.) Mitt. - Tayloria marginata (Müll. Hal.) Broth. - Tayloria mexicana (Thér.) E.B. Bartram - Tayloria mirabilis (Cardot) Broth. | - Tayloria moritziana Müll. Hal. - Tayloria nepalensis Z. Iwats. & Steere - Tayloria novae-valesiae (Müll. Hal.) Watts & Whitel. - Tayloria novo-guinensis E.B. Bartram - Tayloria octoblepharum (Hook.) Mitt. - Tayloria orthodonta (P. Beauv.) Wijk & Margad. - Tayloria pocsii A.K. Kop. - Tayloria pseudoalpicola Z. Iwats. & Steere - Tayloria purpurascens (Hook. f. & Wilson) Broth. - Tayloria recurvimarginata Nog. - Tayloria reinerii Garov. - Tayloria rubicaulis A.K. Kop. - Tayloria rudimenta X.L. Bai & B.C. Tan - Tayloria rudolphiana (Garov.) Bruch & Schimp. - Tayloria sandwicensis (Müll. Hal.) Broth. - Tayloria scabriseta (Hook.) Mitt. - Tayloria schmidii (Müll. Hal.) Broth. - Tayloria serrata (Hedw.) Bruch & Schimp. – długoszyj piłkowany - Tayloria solitaria (Cardot) T.J. Kop. & W.A. Weber - Tayloria spathulata (Hook. & Wilson) Müll. Hal. - Tayloria splachnoides (Schleich. ex Schwägr.) Hook. - Tayloria squarrosa (Hook.) T.J. Kop. - Tayloria stenophysata (Herzog) A.K. Kop. - Tayloria subglabra (Griff.) Mitt. - Tayloria tasmanica (Hampe) Broth. - Tayloria tenuis (Dicks. ex With.) Schimp. - Tayloria thomeana (Broth.) Broth. - Tayloria ulei Müll. Hal. ex Broth. - Tayloria wormskioldii (Hornem.) Lindb. |

## Ochrona
Przedstawiciel tego rodzaju, długoszyj piłkowany, był w latach 2004–2014 objęty w Polsce ochroną ścisłą, od 2014 r. znajduje się pod ochroną częściową.